# High Five
『High Five』（ハイ・ファイブ）は、中山優馬の2枚目のシングル。2014年4月2日にジャニーズ・エンタテイメントから発売された。
"High Five"は、日本語でいうハイタッチという意味。振付は「Missing Piece」に続き、屋良朝幸が担当した。

## 収録曲

### 初回限定盤A
CD
1. High Five［3:24］
作詞：Shusui、作曲：Takuya Harada・Steven Lee・Drew Ryan Scott、編曲：Takuya Harada
  - 日本テレビ系『スッキリ!!』2014年4月度エンディングテーマ
2. 愛までがナイフ［4:32］
作詞：松井五郎、作曲：馬飼野康二、編曲：増田武史
  - 東海テレビ・フジテレビ系昼の帯ドラマ『天国の恋』エンディングテーマ[2]
3. High Five（オリジナル・カラオケ）
4. 愛までがナイフ （オリジナル・カラオケ）

DVD
1. High Five Music Clip
2. High Five Making

### 初回限定盤B
CD
1. High Five
2. 愛までがナイフ
3. High Five（オリジナル・カラオケ）
4. 愛までがナイフ （オリジナル・カラオケ）

DVD
NAKAYAMA YUMA with KANSAI JOHNNYS' Jr. in ORIX THEATERのライブ映像
1. Missing Piece -Another Version-
2. NEXT STAGE
3. ロマンティック
4. がらすの・魔法・
5. Missing Piece
6. 水の帰る場所
7. さよならメリークリスマス
8. 孤独なソルジャー
9. 蒼い季節
10. 悪魔な恋
11. よく遊びよく学べ
12. ビリビリDANCE

### 通常盤
CD
1. High Five
2. 愛までがナイフ
3. so Crazy［4:03］
作詞・作曲：岩田秀聡、編曲：永野大輔・岩田秀聡
4. BLOSSOM TREE［3:56］
作詞：鳥海雄介、作曲：Fredrik Samsson・Miqael Persson、編曲：y@suo ohtani